# 犯人に告ぐ
『犯人に告ぐ』（はんにんにつぐ）は、日本の推理作家・雫井脩介が著した長編サスペンス小説兼警察小説。
『小説推理』（双葉社）にて、2003年2月号から2004年2月号まで連載された。単行本、文庫版ともにベストセラーとなり、横山秀夫、福井晴敏、伊坂幸太郎らにも絶賛された。

## あらすじ
ノンキャリアながら警視として、神奈川県警本部管理官の地位にあった、主人公の巻島史彦は、とある誘拐事件の捜査ミスの責任を負わされて捜査会見を行うが、上層部の指示により過失を一切認めなかったため、マスコミの激しい攻撃に晒された事から逆捩じし、足柄署に左遷された。
6年後、「バッドマン」を名乗る犯人による連続幼児誘拐殺人事件の捜査が難航。警察や自分に批判的なマスコミ関係者を嘲弄するメッセージを送る犯人に対する世間の怒りは、警察に対する非難となって現れていた。この事態に危機感を持った県警上層部は、捜査責任者がマスコミを通じて目撃情報を求めると共に、犯人自身に呼びかける「劇場型捜査」とも言うべき起死回生の策を取ることとし、巻島がその責任者として呼び寄せられる。
巻島はニュース番組に出演し、犯人に同情するかのような発言をしてメッセージを求めるが、数百通もの自称「バッドマン」からの手紙が寄せられるものの、犯人しか知らない情報を記載したものは一つとしてなかった。世論は犯人を英雄視するものとして批判、「特ダネ」をもらえなかったマスコミもこれに同調。巻島は、捜査本部においても孤立。試みは失敗に終わったかに思われた。だが、ついに「バッドマン」本人からのものと思われる手紙が届き、事態は思わぬ展開を迎える。

## 登場人物
巻島史彦
神奈川県警本部捜査一課特殊犯係管理官→同県警足柄署特別捜査官→同県警刑事総務課付特別捜査官。「バッドマン」事件発生時52歳。階級は警視。
曾根要介
神奈川県警本部刑事部長→北海道警察→神奈川県警本部長。キャリアに似合わぬ行動派のやり手。「バッドマン」事件発生時52歳。階級は警視監。
植草壮一郎
神奈川県警刑事総務課長。32歳。曾根の甥。学生時代に片思いだった未央子に執着し、その歓心を買うため捜査情報を流す。階級は警視。
本田明宏
神奈川県警本部捜査一課特殊犯係係長→神奈川県警刑事特別捜査隊隊長。6年前の「ワシ」事件当時の部下であり、「バッドマン」事件においても、巻島が信頼している数少ない部下の一人。
津田良仁
神奈川県警足柄署盗犯係主任。通称「津田長（つだちょう）」。「ワシ」事件の失態により足柄署に飛ばされ、周囲の軋轢をものともせずがむしゃらに活動していた巻島をそれとなく諭し、以後も精神的に支える。特別捜査官となった巻島の求めに応じ、県警本部へ。階級は巡査部長。
早津名奈
ミヤコテレビ「ニュースナイトアイズ」サブキャスター。番組内で「バッドマン」を「最低の人間」とコメントしたため、名指しで脅迫状を送り付けられ、一時休養を余儀なくされる。被害者たちと同年代の息子がいる。
杉村未央子
第一テレビ「ニュースライブ」キャスター。植草の大学時代の同級生。巻島の出演により視聴率を伸ばす裏番組「ニュースナイトアイズ」に食われる形となった番組の劣勢を挽回するため、植草の捜査情報のリークに頼る。
迫田和範
元大阪府警捜査一課長。「浪速のコロンボ」といわれた名物刑事。現在は引退し、テレビ等でコメンテーターとして活動。「ニュースナイトアイズ」後に「ニュースライブ」に出演。
小川かつお
神奈川県警港北署刑事課→同県警特別捜査隊隊員。のんびりした印象の自称「刑事課の癒し系」。ナンパを誘拐犯の接触と誤認する、証拠品に素手で触る等刑事とは思えない素人くさい仕事ぶりだが、一方で重要な証拠を発見したり、聞き込みで容疑者に当たるなど、異様に運がいい。階級は巡査長。

## 刊行情報
犯人に告ぐ
- 単行本：2004年7月、ISBN 978-4-575-23499-2
- 文庫本 上：2007年9月、ISBN 978-4-575-51155-0
- 文庫本 下：2007年9月、ISBN 978-4-575-51156-7

闇の蜃気楼 犯人に告ぐ2
- 単行本：2015年9月、ISBN 978-4-575-23918-8
- 文庫本 上：2018年5月、ISBN 978-4-575-52108-5
- 文庫本 下：2018年5月、ISBN 978-4-575-52109-2

紅の影 犯人に告ぐ3
- 単行本：2019年8月、ISBN 978-4-575-24200-3
- 文庫本 上：2022年9月、ISBN 978-4-575-52600-4
- 文庫本 下：2022年9月、ISBN 978-4-575-52601-1

## 評価
- 第7回（2005年）大藪春彦賞受賞
- 第2回（2005年）本屋大賞7位[1]
- 2004年度週刊文春（ミステリーベストテン）第1位
- 2004年度週刊現代（最高に面白い本）第1位
- 2005年度「このミステリーがすごい!」第8位

## 映画
瀧本智行監督、豊川悦司が主演で映画化。2007年11月3日に劇場公開。WOWOW FILMSの第一弾作品である。なおこれに先行して、同年6月24日の20時00分 - 22時00分に、WOWOWでテレビ放映された。また原作は本作に伴い文庫化（双葉文庫）され、同年9月20日に刊行された。文庫版もベストセラーになった。
主演の豊川は本作で初めて刑事を演じることとなった。

### キャスト
- 巻島史彦 - 豊川悦司
- 曽根要介 - 石橋凌
- 植草壮一郎 - 小澤征悦
- 津田良仁 - 笹野高史
- 杉村未央子 - 片岡礼子
- 早津名奈 - 井川遥
- 巻島園子 - 松田美由紀
- 韮沢五郎 - 崔洋一
- 迫田和範 - 石橋蓮司
- 小川かつお - 池内万作
- 西脇辰則 - 有福正志
- 三宅刑事 - 神尾佑
- 本田明宏 - 平賀雅臣
- 桜川夕起也 - 小市慢太郎
- 桜川麻美 - 占部房子
- 巻島一平 - 山寺優斗
- 藤沢歩美 - 越智静香
- 有賀の母 - 根岸季衣
- 後藤 - 嶋田久作
- 有賀吉成 - 山中崇
- 村瀬次文 - 中村育二
- 浦西景一 - 柄本佑
- 神奈川署員 - 中原丈雄
- 捜査員 - 尾上紫
- アイドルグループW・A - 池澤あやか、朝倉あき
- 大鷹明良、四方堂亘、永倉大輔、宮本大誠、町田政則、かわのりょうこ ほか

### スタッフ
- 監督：瀧本智行
- 脚本：福田靖
- 音楽：池頼広
- 撮影：柴主高秀
- 美術：若松孝市（東京美工）
- 照明：時苗友一郎
- 録音：三澤武徳
- 編集：高橋信之
- セットデザイン：小林久之
- 助監督：山本亮、甲斐聖太郎、丸谷ちひろ
- サウンドエディター/フォーリーアーティスト：伊東晃
- VFXプロデューサー：岡野正広
- 技術協力：IMAGICA、映広
- 製作者：和崎信哉、春名慶
- プロデュース：青木竹彦、佐藤善宏
- 共同プロデューサー：宮下史之
- 協力プロデューサー：阿部謙三
- 製作プロダクション：東宝
- 製作委員会メンバー：WOWOW、ショウゲート

### 関連商品
DVD
- 犯人に告ぐ（2008年03月21日発売）